# Premi AVN a l'artista femenina estrangera de l'any
El Premi AVN a l’artista estrangera femenina de l'any és un guardó que ha estat atorgat per l'empresa indústria del sexe AVN des de la creació del premi a 2003. Les estrelles del porno franceses Katsuni i Anissa Kate han guanyat cadascuna el premi tres vegades, mentre que l'hongaresa Aleska Diamond i la polonesa Misha Cross han guanyat el premi dos cops.
El gener de 2021, la titular del guardó era Clea Gaultier.
| País d’origen de l’artista | Títols |
| -------------------------- | ------ |
| França                     | 7      |
| Hongria                    | 6      |
| Polònia                    | 2      |
| Brasil                     | 1      |
| Eslovàquia                 | 1      |
| Regne Unit                 | 1      |
| República Txeca            | 1      |

## Guanyadores i nominades

### Dècada del 2000
| Any  | Foto | Guanyadora       | Nominades |
| 2003 | | Rita Faltoyano · | Zora Banks Lea De Mae Sophie Evans Jana Daniella Rush |
| 2004 | | Mandy Bright ·   | Mélanie Coste Wanda Kurtis Sophie Evans Rita Faltoyano Katja Kassin Katsuni Lucy Lee Anna Nova Alicia Rhodes Stacy Silver Monica Sweetheart Michelle Wild             |
| 2005 | | Katsuni ·        | Cristina Bella Niki Belucci Mandy Bright Mélanie Coste Jane Darling Rita Faltoyano Aneta Keys Cindy Lords Sandra Romain Julie Silver Liliane Tiger                    |
| 2006 | Sharka Blue Mandry Bright Brigitta Bulgari Angel Dark Rita Faltoyano Tera Joy Alicia Rhodes Julie Silver Stacy Silver Barbara Summer Liliane Tiger                                         | Katsuni ·        | |
| 2007 | Cristina Bella Mandy Bright Angel Dark Jane Darling Mya Diamond Tiffany Hopkins Isabel Ice Claudia Jamsson Cindy Lords Monica Mattos Poppy Morgan Claudia Rossi Priscila Sol Liliane Tiger | Katsuni ·        | |
| 2008 | | Monica Mattos ·  | Baroka Balls Nikky Blond Caylian Curtis Suzie Diamond Diana Doll Clara G Isabel Ice Melissa Lauren Divinity Love Oksana Nikki Rider Liliane Tiger Tarra White Yasmine |
| 2009 | | Eve Angel ·      | Black Angelika Bambi Chloe Delaure Dian Doll Regina Ice Melissa Lauren Loona Luxx Roxy Panther Peaches Claudia Rossi Viva Style Cecilia Vega Tarra White Yasmine      |

### Dècada del 2010
| Any  | Foto | Guanyadora       | Nominades |
| 2010 | | Aletta Ocean ·   | Blue Angel Stella DelCroix Cindy Hope Regina Ice Jodie James Cherry Jul Melissa Lauren Madison Parker Anita Pearl Monica Santhiago Sofia Valentine Cecilia Vega Tarra White Yasmine      |
| 2011 | | Angel Dark ·     | Aliz Blue Angel Jenny Baby Black Angelika Lou Charmelle Carla Cox Mandy Dee Aleska Diamond Cindy Hope Lea Lexis Kerry Louise Natasha Marley Jessica Moore Tarra White                    |
| 2012 | | Aleska Diamond · | Blue Angel Black Angelika Lou Charmelle Liza Del Sierra Cindy Dollar Eufrat Cathy Heaven Franceska Jaimes Gemma Massey Aletta Ocean Anna Polina Jessie Volt Tarra White Zafira           |
| 2013 | Aliz Black Angelika Claire Castel Carla Cox Laura Crystal Franceska Jaimes Anissa Kate Jenna Lovely Aletta Ocean Anna Polina Ivana Sugar Paige Turnah Jessie Volt Tarra White          | Aleska Diamond · | |
| 2014 | | Anissa Kate ·    | Nikita Bellucci Samantha Bentley Claire Castel Ava Dalush Tiffany Doll Marica Hase Henessy Cindy Hope Jasmine Jae Cayenne Klein Valentina Nappi Lyen Parker Anna Polina Ivana Sugar      |
| 2015 | Abbie Cat Samantha Bentley Alexis Crystal Tiffany Doll Gina Gerson Cathy Heaven Henessy Jasmine Jae Francesca Jaimes Lola Reve Ivana Sugar Mira Sunset Lola Taylor Charlize Tinkerbell | Anissa Kate ·    | |
| 2016 | | Misha Cross ·    | Samantha Bentley Stella Cox Alexis Crystal Sienna Day Tiffany Doll Tina Hot Jasmine Jae Franceska Jaimes Anissa Kate Manon Martin Mea Melone Amarna Miller Lola Reve Taylor Sands        |
| 2017 | Amirah Adara Samantha Bentley Claire Castel Stella Cox Sienna Day Tiffany Doll Lea Guerlin Jasmine Jae Ines Lenvin Lexi Lowe Amarna Miller Anna Polina Nekane Sweet Alexa Tomas        | Misha Cross ·    | |
| 2018 | | Jasmine Jae ·    | Amirah Adara Nikita Bellucci Misha Cross Eveline Dellai Susy Gala Gina Gerson Anissa Kate Cherry Kiss Apolonia Lapiedra Amarna Miller Anna Polina Valentina Ricci Julia Roca Alexa Tomas |
| 2019 | | Anissa Kate ·    | Amirah Adara Little Caprice Misha Cross Cassie del Isla Clea Gaultier Ella Hughes Gina Gerson Jasmine Jae Tina Kay Alyssia Kent Cherry Kiss Apolonia Lapiedra Texas Patti Tiffany Tatum  |

### Dècada del 2020
| Any  | Foto | Guanyadora       | Nominades |
| 2020 |      | Little Caprice · | Amirah Adara Misha Cross Anna de Ville Lady Dee Cassie del Isla Clea Gaultier Lucy Heart Apolonia Lapiedra Anissa Kate Tina Kay Cherry Kiss Barbie Sins Tiffany Tatum Rebecca Volpetti |
| 2021 |      | Clea Gaultier ·  | Little Caprice Alexis Crystal Anna de Ville Cassie Del Isla Angelika Grays Jasmine Jae Anissa Kate Tina Kay Nelly Kent Cherry Kiss Jia Lissa Liya Silver Sybil Tiffany Tatum           |